# Nathalie Lancien
Nathalie Lancien (nacida como Nathalie Even, Paimpol, 7 de marzo de 1970) es una deportista francesa que compitió en ciclismo en la modalidad de pista, especialista en las pruebas de velocidad y puntuación. Su marido, Frédéric Lancien, también compitió en ciclismo de pista.
Participó en los Juegos Olímpicos de Atlanta 1996, obteniendo una medalla de oro en la prueba de puntuación.
Ganó dos medallas de bronce en el Campeonato Mundial de Ciclismo en Pista, en los años 1993 y 1995.

## Medallero internacional
| Juegos Olímpicos   | Juegos Olímpicos         | Juegos Olímpicos  | Juegos Olímpicos     |
| Año                | Lugar                    | Medalla           | Competición          |
| ------------------ | ------------------------ | ----------------- | -------------------- |
| 1996               | Atlanta (Estados Unidos) | Medalla de oro    | Puntuación           |
| Campeonato Mundial |                          |                   |                      |
| Año                | Lugar                    | Medalla           | Competición          |
| 1993               | Hamar (Noruega)          | Medalla de bronce | Velocidad individual |
| 1995               | Bogotá (Colombia)        | Medalla de bronce | Puntuación           |